# イヴリン・リアー
- イヴリン・レア

イヴリン・リアー（Evelyn Lear, 1926年1月8日 - 2012年7月1日）は、アメリカ出身のソプラノ歌手。本名はイヴリン・シュルマン(Evelyn Shulman)。

## 経歴
1926年、ブルックリン生まれ。ジュリアード音楽院でピアノ、ホルンと声楽を学ぶ。フルブライト・プログラムにより、1957年からベルリン高等音楽院で声楽を学び、1959年にロンドンでリヒャルト・シュトラウスの《四つの最後の歌》を歌って歌手としての活動を始めた。そして、同年のベルリン・ドイツ・オペラにおけるリヒャルト・シュトラウスの《ナクソス島のアリアドネ》の上演で作曲家役を歌ってオペラ歌手としての初舞台を踏んだ。以後、1964年までベルリン・ドイツ・オペラの専属歌手として活動した。
1960年にはウィーンでカール・ベームの指揮によりアルバン・ベルクの《ルル》の表題役を歌って成功を収めた。1963年にはミュンヘンでのヴェルナー・エックの《サン=ドミンゴ島の結婚》の初演に参加している。1965年にはコヴェントガーデン王立歌劇場に於けるヴォルフガング・アマデウス・モーツァルトの《ドン・ジョヴァンニ》の上演でドンナ・エルヴィーラを歌ってイギリスでのオペラ・デビューを飾り、同年にカンザス市のパフォーミング・アーツ・センターでゲオルク・フリードリヒ・ヘンデルの《ジュリオ・チェーザレ》の上演にクレオパトラ役として参加し、アメリカでのオペラ・デビューを果たした。1967年にはジョアキーノ・ロッシーニの《セビリアの理髪師》のロジーナ役としてメトロポリタン歌劇場に初出演している。1984年にはミュージカル《エリザベスとエセックス》でエリザベス女王役として出演。1985年にメトロポリタン歌劇場でリヒャルト・シュトラウスの《ばらの騎士》の元帥夫人役を歌ってオペラ歌手としての活動から引退した。
2012年、メリーランド州サンディー・スプリングスにて死去。